# Теорема Лумана — Меньшова
У комплексному аналізі, теорема Лумана — Меньшова стверджує, що неперервна комплекснозначна функція задана на відкритій підмножині комплексної площини є голоморфною якщо і тільки якщо вона задовольняє умови Коші — Рімана. Теорема є узагальненням теореми Едуарда Гурса, яка вимагала від функції f, диференційовності за Фреше, як функції із R2 у R2.
Повне твердження теореми: нехай D — відкрита підмножина у C і f : D → C є неперервною функцією. Припустимо, що часткові похідні {\displaystyle \partial f/\partial x} і {\displaystyle \partial f/\partial y} існують всюди окрім можливо не більш, ніж зліченної підмножини D. Тоді f є голоморфною якщо і тільки якщо вона всюди задовольняє умови Коші — Рімана:
{\displaystyle {\frac {\partial f}{\partial {\bar {z}}}}={\frac {1}{2}}\left({\frac {\partial f}{\partial x}}+i{\frac {\partial f}{\partial y}}\right)=0.}

## Історія
Голоморфна функція {\displaystyle f{(x+iy)}=u+iv} визначена на області у комплексній площині задовольняє на цій області умови Коші — Рімана:
{\displaystyle {\partial u \over \partial x}={\partial v \over \partial y},}
{\displaystyle {\partial u \over \partial y}=-{\partial v \over \partial x}.}
Щодо оберненого твердження, то якщо {\displaystyle f} як функція дійсних змінних є диференційовною всюди в області або якщо часткові похідні {\displaystyle f} є неперервними всюди то при виконанні умов Коші — Рімана функція {\displaystyle f} є голоморфною функцією в області. Твердження для диференційовних функцій було доведено Едуардом Гурса у 1900 році і називається теоремою Гурса. Після цього здійснювалися дослідження щодо послаблення умов у твердженні цієї теореми. У 1905 році Дімітре Помпейу зазначив, що додаткові умови теорема Гурса можна послабити до диференційовності функцій майже всюди в області.
Луман зауважив, що лише існування часткових похідних всюди в області і виконання умов Коші — Рімана не є достатнім для голоморфності чи навіть неперервності функції в області: прикладом може бути така функція, яка не є неперервною у точці z = 0:
{\displaystyle f(z)=\left\{{\begin{aligned}\exp(-z^{-4}),&&{z\neq 0}\\0,&&{z=0}\end{aligned}}\right.}
У 1923 Луман подав доведення твердження, що неперервність функції в області разом із існуванням часткових похідних і виконанням умов Коші — Рімана є достатнім для її голоморфності у цій області. Проте доведення Лумана містило деякі неточності. Опубліковане Меньшовим у 1931 році доведення було повністю коректним. Доведення Меньшов використовувало інтеграл Лебега і теорему Бера. У 1933 році, математик Станіслав Сакс використав для твердження назву теорема Лумана — Меньшова.

## Приклади
- Функція задана як f(z) = exp(−z−4) для z ≠ 0, f(0) = 0 задовольняє умови Коші — Рімана всюди але не є голоморфною (чи навіть неперервною) в точці z = 0. Цей приклад показує, що функція f має бути неперервною в твердженні теореми.

- Функція задана як f(z) = z5/|z|4 для z ≠ 0, f(0) = 0 є неперервною всюди і задовольняє умови Коші — Рімана в точці z = 0 але не є голоморфною в цій точці (чи будь-якій іншій). Це показує, що узагальнення теореми Лумана — Меньшова на єдину точку є невірним.

- Якщо f є неперервною в околі точки z, і {\displaystyle \partial f/\partial x} і {\displaystyle \partial f/\partial y} існують у точці z, то f є голоморфною в точці z якщо і тільки якщо вона у цій точці задовольняє умови Коші — Рімана.

## Доведення

### Лема
Нехай {\displaystyle I=[a,b]\subset \mathbb {R} } і f — комплекснозначна функція на I для якої в кожній точці інтервалу існує похідна. Нехай E — замкнута підмножина в I і M > 0 — число для яких:
{\displaystyle |f(x)-f(y)|\leqslant M|x-y|,\quad x\in E,\ y\in I.}
Тоді:
{\displaystyle \left|f(b)-f(a)-\int _{E}f'(x)dx\right|\leqslant Mm_{1}(I\setminus E),}
де {\displaystyle m_{1}} позначає міру Лебега на {\displaystyle \mathbb {R} .}

#### Доведення
Нехай {\displaystyle J=[\alpha ,\beta ]\subset I} і введемо функцію {\displaystyle f_{J}:\mathbb {R} \to \mathbb {C} } як {\displaystyle f_{J}(x)=\lambda x+\mu ,} де {\displaystyle \lambda ={\frac {f(\beta )-f(\alpha )}{\beta -\alpha }}} і {\displaystyle \mu ={\frac {\beta f(\alpha )-\alpha f(\beta )}{\beta -\alpha }}.} Для цієї функції виконується нерівність:
{\displaystyle |f_{J}(x)-f_{J}(y)|\leqslant {\frac {|f(\beta )-f(\alpha )|}{\beta -\alpha }}|x-y|,\quad \forall \ x,y\in \mathbb {R} .}
Позначимо {\displaystyle E_{0}=E\cup \{a\}\cup \{b\}} і введемо функцію g на I як:
- {\displaystyle g|_{E_{0}}=f|_{E_{0}}}
- Якщо J є замиканням компоненти зв'язності множини {\displaystyle I\setminus E_{0}} то {\displaystyle g|_{J}=f_{J}|_{J}}

Зауважимо, що обидва кінці такого інтервалу J належать {\displaystyle E_{0}} і хоча б один кінець належить {\displaystyle E.} При таких умовах:
{\displaystyle |g(x)-g(y)|\leqslant M|x-y|,\quad \forall \ x,y\in I.}
Для доведення цього можна припустити x < y і розглянути два випадки.
Випадок 1. x і y належать єдиному інтервалу {\displaystyle J=[\alpha ,\beta ],} що доповнює {\displaystyle I\setminus E_{0}.} У цьому випадку
{\displaystyle |g(x)-g(y)|\leqslant {\frac {|f(\beta )-f(\alpha )|}{\beta -\alpha }}|x-y|,}
і хоча б одне з чисел {\displaystyle \alpha ,\beta } належить E. Згідно припущення {\displaystyle |f(\beta )-f(\alpha )|\leqslant |\beta -\alpha |,} що завершує доведення у цьому випадку.
Випадок 2. x і y не належать єдиному інтервалу {\displaystyle J=[\alpha ,\beta ],} що доповнює {\displaystyle I\setminus E_{0}.} Тоді існує число {\displaystyle x<\xi <y,} таке що {\displaystyle \xi \in E} (в іншому випадку x і y належали б єдиному інтервалу). Якщо {\displaystyle x\in E_{0}} то з того, що {\displaystyle \xi \in E} випливає:
{\displaystyle |g(x)-g(\xi )|=|f(x)-f(\xi )|\leqslant M|\xi -x|.}
Якщо {\displaystyle x\not \in E_{0}} то нехай J буде інтервалом, що доповнює {\displaystyle E_{0},} що містить x і x'  позначає крайню праву точку цього інтервалу. Тоді:
{\displaystyle |g(x)-g(\xi )|=|g(x)-g(x')|+|g(x')-g(\xi )|.}
Як і вище {\displaystyle |g(x')-g(\xi )|\leqslant M(\xi -x')} і, згідно випадку 1 також {\displaystyle |g(x)-g(x')|\leqslant M(x'-x).} Додавши ці дві нерівності отримуємо:
{\displaystyle |g(x)-g(\xi )|\leqslant M(\xi -x).}
Аналогічно {\displaystyle |g(\xi )-g(y)|\leqslant M(y-\xi )} і додавши ці дві нерівності остаточно отримуємо необхідний результат.
Звідси випливає, що g є абсолютно неперервною і згідно теореми Лебега:
{\displaystyle g(b)-g(a)=\int _{E}g'(x)dx+\int _{I\setminus E}g'(x)dx.}
Далі {\displaystyle g(a)=f(a),\ g(b)=f(b)} і {\displaystyle g'=f'} у всіх неізольованих точках множини E. Таких ізольованих точок може бути не більш, ніж зліченна кількість і тому {\displaystyle g'=f'} майже всюди на E. Також {\displaystyle g'\leqslant M} майже всюди на I. Із врахуванням всього отримуємо:
{\displaystyle \left|f(b)-f(a)-\int _{E}f'(x)dx\right|=\left|\int _{I\setminus E}g'(x)dx\right|\leqslant Mm_{1}(I\setminus E).}

### Лема 2
Нехай {\displaystyle D} — відкрита множина на комплексній площині {\displaystyle \mathbb {C} =\mathbb {R} ^{2}} і нехай {\displaystyle f} буде неперервною функцією з {\displaystyle D} у {\displaystyle \mathbb {C} } для якої на {\displaystyle D} існують часткові похідні. Позначимо {\displaystyle R=[a,b]\times [c,d]} прямокутник у {\displaystyle D.} Виберемо A > 0 так щоб {\displaystyle A^{-1}\leqslant (d-c)/(b-a)\leqslant A.} Припустимо, що існує непуста замкнута множина {\displaystyle E} у {\displaystyle D} і додатне число {\displaystyle M}, такі що:
{\displaystyle \forall (x,y)\in E,(w,y)\in D,(x,v)\in D:\left|f(x,y)-f(x,v)\right|\leqslant M\left|y-v\right|,\left|f(x,y)-f(w,y)\right|\leqslant M\left|x-w\right|}
Нехай {\displaystyle R_{0}\subset R} є перетином усіх прямокутників, що містять {\displaystyle E\cap R.} Якщо {\displaystyle E\cap R\neq \emptyset ,} то {\displaystyle R_{0}} є замкнутим прямокутником, можливо виродженим (тобто вертикальним чи горизонтальним відрізком або точкою). Тоді:
{\displaystyle \left|\int _{\partial R_{0}}fdz-2i\int \int _{R\cap E}{\frac {\partial f}{\partial {\bar {z}}}}dxdy\right|\leqslant 8AMm_{2}(R\setminus R\cap E)}
де {\displaystyle m_{2}} позначає міру Лебега.

#### Доведення
Нехай {\displaystyle R_{0}=[a_{0},b_{0}]\times [c_{0},d_{0}]=I\times J.} Для {\displaystyle x\in I,} позначимо {\displaystyle E_{x}=\{y\in J|(x,y)\in E\}.}
Згідно гіпотези:
{\displaystyle \left|f(x,y)-f(x,v)\right|\leqslant M\left|y-v\right|,\quad \forall y\in E_{x},v\in J.}
Тому якщо {\displaystyle E_{x}\neq \emptyset } то, згідно попередньої леми:
{\displaystyle \left|f(x,c_{0})-f(x,d_{0})-\int _{E_{x}}{\partial f \over \partial y}dy\right|\leqslant Mm_{1}(J\setminus E_{x})\leqslant 4AMm_{1}(J\setminus E_{x}).}
Натомість, якщо {\displaystyle E_{x}\neq \emptyset } то можна знайти {\displaystyle \xi ,\xi '\in I} для яких {\displaystyle (\xi ,c_{0})\in E\cap R,(\xi ',d_{0})\in E\cap R.} Тоді:
{\displaystyle {\begin{aligned}\left|f(x,c_{0})-f(x,d_{0})\right|&\leqslant \left|f(x,d_{0})-f(\xi ',d_{0})\right|+\left|f(\xi ',d_{0})-f(\xi ',c_{0})\right|+\left|f(\xi ',c_{0})-f(\xi ,c_{0})\right|+\left|f(\xi ',c_{0})-f(\xi ,d_{0})\right|\leqslant \\&\leqslant M\left(|x-\xi '|+|d_{0}-c_{0}|+|\xi '-\xi |+|\xi -x|\right).\end{aligned}}}

Також {\displaystyle |d_{0}-c_{0}|\leqslant (d-c)} і {\displaystyle |x-\xi '|+|\xi '-\xi |+|\xi -x|\leqslant 3(b_{0}-a_{0})\leqslant 3(b-a)\leqslant 3A(d-c).} Остаточно у цьому випадку
{\displaystyle \left|f(x,c_{0})-f(x,d_{0})\right|\leqslant 4AM(d-c).}
Таким чином можна записати в обох випадках:
{\displaystyle \left|f(x,c_{0})-f(x,d_{0})-\int _{E_{x}}{\partial f \over \partial y}dy\right|\leqslant 4AM(d-c-m_{1}(E_{x})).}
Інтегруючи цей вираз по x отримуємо:
{\displaystyle \left|\int _{a_{0}}^{b_{0}}\left(f(x,c_{0})-f(x,d_{0})\right)dx-\int \int _{E\cap R}{\partial f \over \partial y}dxdy\right|\leqslant 4AM\left((d-c)(b_{0}-a_{0})-m_{2}(E\cap R_{0})\right)\leqslant 4AMm_{2}(R\setminus E\cap R),}
оскільки {\displaystyle E\cap R=E\cap R_{0}.}
Аналогічно можна отримати другу нерівність
{\displaystyle \left|\int _{c_{0}}^{c_{0}}\left(f(b_{0},y)-f(a_{0},y)\right)dy-\int \int _{E\cap R}{\partial f \over \partial x}dxdy\right|\leqslant 4AMm_{2}(R\setminus E\cap R).}
Для остаточного доведення потрібно другу нерівність домножити на {\displaystyle i} додати до першої і використати рівності {\displaystyle 2i{\frac {\partial f}{\partial {\bar {z}}}}=i{\frac {\partial f}{\partial x}}-{\frac {\partial f}{\partial y}}} і
{\displaystyle \int _{\partial R_{0}}fdz=i\int _{c_{0}}^{c_{0}}\left(f(b_{0},y)-f(a_{0},y)\right)dy+\int _{a_{0}}^{b_{0}}\left(f(x,c_{0})-f(x,d_{0})\right)dx.}

### Доведення теореми
Нехай {\displaystyle E'} — множина точок {\displaystyle z\in D} для яких існує окіл в якому функція {\displaystyle f} є голоморфною. Позначимо {\displaystyle E=D\setminus E'.} Ця множина буде найменшою замкнутою підмножиною {\displaystyle D} для якої {\displaystyle f|_{D\setminus E}} є голоморфною функцією. Згідно твердження теореми {\displaystyle E=\emptyset .}
Припустимо, що це не так. Тоді при доведенні можна знайти відкриту підмножину {\displaystyle K\subset D} і константу M > 0, для яких {\displaystyle K\cap E\neq \emptyset } і також для {\displaystyle z=x+iy\in E\cap K} і {\displaystyle z_{1}=x'+iy,\ z_{2}=x+iy'\in K} виконуються нерівності {\displaystyle |f(z_{1})-f(z)|\leqslant M|x'-x|} і {\displaystyle |f(z_{2})-f(z)|\leqslant M|y'-y|}. При цьому f є голоморфною на K, що суперечить вибору E і умові {\displaystyle K\cap E\neq \emptyset .} Це протиріччя і завершить доведення теореми.
Для знаходження множини K введемо спершу {\displaystyle D_{n}} як підмножини {\displaystyle D} з такими властивостями:
{\displaystyle D_{n}=\{z|z\in D,\left|f(z+h)-f(z)\right|\leqslant n\left|h\right|,\left|f(z+ih)-f(z)\right|\leqslant n\left|h\right|,\ \forall h\in \mathbb {R} ,\ B(z,h)\subset D,\ \left|h\right|\leqslant 1/n\}}
Із неперервності {\displaystyle f} і властивості існування часткових похідних всюди випливає, що {\displaystyle D_{n}} є замкнутою множиною і {\displaystyle D=\cup _{n=1}^{\infty }D_{n},} а тому {\displaystyle E=\cup _{n=1}^{\infty }E\cap D_{n}}. Звідси, згідно теореми Бера, існує хоча б одне {\displaystyle D_{n}} і відкрита підмножина {\displaystyle K} у {\displaystyle D}, для яких {\displaystyle \emptyset \neq E\cap K\subseteq E\cap D_{n}}.
{\displaystyle K} можна вважати відносно компактною підмножиною {\displaystyle D,} тоді, зокрема, існує число c > 0 для якого {\displaystyle |f|<c/2} на {\displaystyle K.}
Тоді, якщо {\displaystyle z=x+iy\in E\cap K\subseteq E\cap D_{n}} і {\displaystyle z_{1}=x'+iy,\ z_{2}=x+iy'\in K} то виконуються нерівності
{\displaystyle |f(z_{1})-f(z)|\leqslant \left\{{\begin{aligned}n|x'-x|,&&|x'-x|\leqslant {1 \over n}\\cn|x'-x|,&&|x'-x|>{1 \over n}\end{aligned}}\right.}
і подібні для {\displaystyle |f(z_{1})-f(z)|.} Це доводить твердження для {\displaystyle M=\max(n,\ cn).}
Для доведення голоморфності f на K, згідно теореми Морери достатньо довести, що для кожного прямокутника {\displaystyle R=[a,b]\times [c,d]\subset K} виконується рівність {\displaystyle \int _{\partial R}fdz=0.}
Виберемо A > 0 так щоб {\displaystyle A^{-1}\leqslant (d-c)/(b-a)\leqslant A.} Нехай {\displaystyle \varepsilon >0} є довільним і відкрита множина {\displaystyle U\supset K} така, що {\displaystyle m_{2}(U\setminus K)<\varepsilon } (така {\displaystyle U} існує оскільки {\displaystyle E} як закрита підмножина відкритої множини є вимірною і тому її зовнішня міра є рівною мірі).
Нехай {\displaystyle N\geqslant 1.} Прямокутник {\displaystyle R} можна поділити на {\displaystyle 4^{N}} прямокутники {\displaystyle R_{\nu },\ \nu =1,\ldots ,4^{N}} повторюючи N раз процедуру поділу отриманих прямокутників на 4 за допомогою відрізків, що поєднують середини протилежних сторін. Якщо {\displaystyle R_{\nu }=[\alpha ,\beta ]\times [\gamma ,\delta ]} то {\displaystyle (\delta -\gamma )/(\beta -\alpha )=(d-c)/(b-a)} і тому також {\displaystyle A^{-1}\leqslant (\delta -\gamma )/(\beta -\alpha )\leqslant A.}
Для достатньо великого {\displaystyle N,} якщо {\displaystyle R_{\nu }\cap E\neq \emptyset } то {\displaystyle R_{\nu }\subset U.} Тоді:
{\displaystyle \int _{\partial R}fdz=\sum _{\nu }\int _{\partial R_{\nu }}fdz=\sum _{R_{\nu }\cap E\neq \emptyset }\int _{\partial R_{\nu }}fdz}
оскільки для {\displaystyle R_{\nu }\subset K\setminus E} згідно теореми Коші — Гурса {\displaystyle \int _{\partial R_{\nu }}fdz=0.}
Нехай {\displaystyle R_{\nu }^{(0)}} позначає перетин всіх замкнутих прямокутників, що містять {\displaystyle R_{\nu }\cap E.} Тоді {\displaystyle R_{\nu }^{(0)}} є замкнутим прямокутником (можливо виродженим) і {\displaystyle \int _{\partial R_{\nu }}fdz=\int _{\partial R_{\nu }^{(0)}}fdz.}
Застосовуючи лему 2 до тих значень {\displaystyle \nu } для яких {\displaystyle R_{\nu }\cup E\neq \emptyset } отримуємо:
{\displaystyle \left|\int _{\partial R_{\nu }}fdz\right|=\left|\int _{\partial R_{\nu }^{(0)}}fdz\right|=\left|\int _{\partial R_{\nu }^{(0)}}fdz-2i\int \int _{R_{\nu }\cup E}{\frac {\partial f}{\partial {\bar {z}}}}dxdy\right|\leqslant 8AMm_{2}(R_{\nu }\setminus R_{\nu }\cap E).}
Звідси:
{\displaystyle \left|\int _{\partial R}fdz\right|\leqslant \sum _{R_{\nu }\cap E\neq \emptyset }\left|\int _{\partial R_{\nu }}fdz\right|\leqslant 8AM\sum _{R_{\nu }\cap E\neq \emptyset }m_{2}(R_{\nu }\setminus R_{\nu }\cap E).}
Оскільки для достатньо великого {\displaystyle N,} якщо {\displaystyle R_{\nu }\cap E\neq \emptyset } то {\displaystyle R_{\nu }\subset U} і два різних прямокутники {\displaystyle R_{\nu },R_{\nu '}} мають перетин двовимірна міра Лебега для якого є рівною нулю, то
{\displaystyle \sum _{R_{\nu }\cap E\neq \emptyset }m_{2}(R_{\nu }\setminus R_{\nu }\cap E)\leqslant m_{2}(U\setminus U\cap E)<\varepsilon .}
Тому {\displaystyle \left|\int _{\partial R}fdz\right|<8AM\varepsilon } і з довільності вибору {\displaystyle \varepsilon } випливає, що {\displaystyle \int _{\partial R}fdz=0.} Тому функція f є голоморфною на K, що суперечить {\displaystyle K\cap E\neq \emptyset .}